# Конкіста (Кордова)
Конкіста (ісп. Conquista) — муніципалітет в Іспанії, у складі автономної спільноти Андалусія, у провінції Кордова. Населення — 470 осіб (2010).
Муніципалітет розташований на відстані близько 230 км на південь від Мадрида, 65 км на північ від Кордови.

## Демографія
Динаміка населення (INE ):

## Галерея зображень

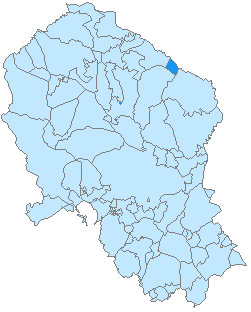
Розташування муніципалітету у провінції Кордова